# Vattendom
En vattendom fastställer hur vatten ska tappas ur en sjö, genom en damm eller vattenkraftverk och inom vilka gränser dessa vattenstånd måste ligga och under vilken tid dessa värden gäller. En vattendom kan också fastställa det maximala djupet på diken och kanaler.

## Bakgrund
Många av vattendomarna fastställdes dels när vattenkraften byggdes ut, dels under den tid när det var vanligt med avsänkning av sjöar för att skapa mer odlingsmark (myrodling). 
Fram till 1 januari 1999 var det vattendomstolarna som beslutade i vattendomsfrågor, sedan dess har detta område överförts till mark- och miljödomstolarna.

## Innehåll
Det som vanligtvis finns angivet i en vattendom är mellan vilka gränser en vattennivå får vara och under vilken tid under året dessa gränser gäller. Den övre gränsen benämns dämningsgräns och den undre sänkningsgräns. Skillnaden mellan dessa gränser är regleringshöjden, dvs det intervall som får nyttjas vid reglering av vattenytan. Annat som kan vara reglerat i en vattendom är vilket minsta flöde som måste hållas i en vattenväg för att bevara naturvärden och estetiska värden, så kallat skönhetsvatten. Vidare kan det högsta tillåtna flödet och den största tillåtna flödesförändringen vara föreskrivna. 
Är det flera delägare i ett sänkningsföretag, fastställs också de olika delägarnas andelstal i sänkningsföretaget.

## Juridisk skydd
En vattenanläggning som har en vattendom, får ett mycket starkt juridiskt skydd mot framtida krav från till exempel miljö- och naturvårdshåll. Ägaren har inte bara rätt utan också skyldighet att underhålla vattenanläggningen, så att vattendomen kan upprätthållas.
Önskas någon ändring i vattendomen, fordras en s.k. omprövning.